# Phytalmia antilocapra
Phytalmia antilocapra är en tvåvingeart som beskrevs av Mcalpine och Schneider 1978. Phytalmia antilocapra ingår i släktet Phytalmia och familjen borrflugor. Inga underarter finns listade i Catalogue of Life.